# سیاهک دروغی برنج
سیاهک دروغی برنج (نام علمی: Ustilaginoidea virens) نام یک گونه از subdivision قارچ‌های فنجانی است.